# کودای این

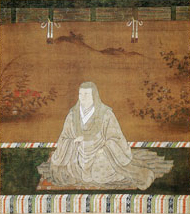
کودای این (نِنِه) در لباس راهبه

کودای-این (به ژاپنی: 高台院 こうだいいん)، نِنِه (انگلیسی: Nene)، اُونِه (زمان حیات ۱۶۲۴–۱۵۴۶) که به‌طور رسمی کیتاماندوکورو (به ژاپنی: 北政所)،  نامیده می‌شد. همسر اصلی تویوتومی هیده‌یوشی قدرتمندترین مرد ژاپن در اواخر دوره سنگوکو بود. در دوران خردسالی «سوگی‌هارا یاسوکو» نامیده می‌شد. او فرزند کینوشیتا ساداتوشی و آساهی دونو بود. برادر تنی او کینوشیتا ایه‌سادا نام داشت. وی از دوران کودکی به فرزندخواندگی خاندان آسانو درآمده بود. در سال ۱۵۶۱ در سن ۱۴ سالگی با وجود مخالفت مادرش آساهی دونو با تویوتومی هیده‌یوشی که در آن زمان ۲۵ داشت، ازدواج عاشقانه کرد. در آن دوره این نوع ازدواج امری بسیار نادر بود.
از ازدواج او و هیده‌یوشی فرزندی حاصل نشد. او پسربرادر خود کوبایاکاوا هیده‌آکی را به فرزندی پذیرفت. وی پس از مرگ شوهرش در سال ۱۵۹۸ میلادی به یک راهب بودایی تبدیل شد و نام کودای-این را برای خود برگزید.